# Carl Steen (ishockeyspelare)
Carl Erik "Calle" Steen , född 16 maj 1980 i Kista, är en svensk före detta ishockeyspelare.

## Biografi
Calle Steen startade sin karriär i Hammarby Hockey och blev 1998 draftad av Detroit Red Wings. Något spel i NHL blev det dock aldrig för Steen. Däremot spelade Steen för bland annat Bofors IK, finska JYP, Färjestads BK, Södertälje Sportklubb och Malmö Redhawks. Sina största meriter nådde han med Färjestad med vilka han vann tre SM-silver under mitten av 2000-talet. 
Efter flera skador och operationer meddelade Steen den 25 augusti 2009 att han lägger av med ishockey på elitnivå. Steen arbetade senare som tränare för Karlskoga-laget Bofors IK:s juniorlag i hockey men slutade i december 2012. Han är för närvarande tränare för Växjö Lakers J18-lag.

## Familj
Calle Steen är äldre bror till ishockeyspelaren Oscar Steen.
Steen var 2013-2015 gift med simhopparen Anna Lindberg, och tillsammans har de två söner, födda 2009 och 2013.

## Klubbar
- Sollentuna HC Moderklubb
- Hammarby IF Division I 1997-1999
- Mora IK Allsvenskan 1999-2000
- JYP SM-liigan 2000-2001
- Bofors IK Allsvenskan 2000-2004
- Färjestads BK Elitserien 2002-2005
- Leksands IF Elitserien 2005-2006
- Södertälje SK Allsvenskan 2006-2007
- Malmö Redhawks Allsvenskan 2007-2009

## Meriter
- SM-silver 2003, 2004, 2005